# Judge Yr'self
"Judge Yr'self" é uma canção da banda britânica de rock Manic Street Preachers, gravada originalmente em 1995 e parte da coletânea Lipstick Traces (A Secret History of Manic Street Preachers), lançada em 2003. A canção teve participação do músico Richey Edwards na composição.
Originalmente produzida para ser trilha-sonora do filme Judge Dredd, a canção não recebeu uma gravação definitiva. Um dos motivos se deve ao desaparecimento de Richey Edwards que, de certa forma, se tornou um empecilho para que a faixa estivesse no filme. O grupo, como um trio, chegou a gravar, mas a canção não foi lançada. Anos depois, em 2003, "Judge Yr'self" foi mixada por Dave Eringa e lançada na coletânea de raridades do grupo. Além disso, recebeu uma versão em videoclipe com imagens de arquivo.